# 9919 Undset
För andra betydelser, se Undset.

9919 Undset

9919 Undset eller 1979 QF1 är en asteroid i huvudbältet som upptäcktes den 22 augusti 1979 av den svenske astronomen Claes-Ingvar Lagerkvist vid La Silla-observatoriet i Chile. Den är uppkallad efter den norska författaren och nobelpristagaren Sigrid Undset.
Asteroiden har en diameter på ungefär 3 kilometer och den tillhör asteroidgruppen Nysa.